# Il fantasma (film 2000)
Il fantasma (O fantasma) è un film del 2000 diretto da João Pedro Rodrigues.
La pellicola è stata presentata in concorso alla 57ª Mostra internazionale d'arte cinematografica di Venezia.

## Trama
Il film si apre con una sequenza di sesso tra un ragazzo vestito in latex e un uomo nudo e ammanettato, imbavagliato da una calza che l'altro preme così a fondo da causargli la morte per asfissia.
Protagonista della storia è Sergio, un giovane netturbino di Lisbona, dalle tendenze ipersessuali, con una particolare predilezione per gli uomini e le pratiche estreme, come l'asfissia erotica e il bondage. Sergio, dal carattere misantropo e schivo, ha una relazione di attrazione e repulsione verso la collega Fatima, di lui innamorata. L'unico a cui Sergio è affezionato è il cane dell'azienda, Lorde, che il ragazzo porta a passeggiare prima dei turni di lavoro. Durante una di queste passeggiate, Sergio trova sul ciglio di una strada una macchina abbandonata con all'interno un poliziotto picchiato, ammanettato e imbavagliato: anziché liberarlo, Sergio lo masturba. Durante il lavoro Sergio fa la conoscenza di un giovane motociclista da cui rimane ossessionato, al punto da rovistare nella sua spazzatura (trovandovi un paio di slip che indosserà come feticcio), spiarlo dalla finestra e seguirlo nella piscina dove va a nuotare.
Una notte, approfittando della sua assenza, Sergio si introduce nella casa del motociclista e dopo aver curiosato in giro urina sul suo letto. Uscito dalla finestra, viene sorpreso dal poliziotto che aveva masturbato, il quale lo ammanetta e vorrebbe abusare di lui, che è tutt'altro che restio al concedersi. Al ritorno del motociclista, il poliziotto se ne va lasciando Sergio ancora ammanettato, che viene respinto e cacciato dal giovane, infastidito dai continui episodi di stalking. Sergio viene respinto anche dalla vendicativa Fatima (che furiosa di esser stata maltrattata dopo una notte passata insieme a lui per dispetto gli ha bruciato i bidoni della spazzatura) e cacciato da Virgilio, il suo datore di lavoro, che prende le difese della donna. Il ragazzo vaga così senza sosta per la città, ancora ammanettato.
L'ultima, onirica sequenza del film si ricollega all'inizio: Sergio, ancora vestito di latex, abbandona la casa dell'uomo che ha soffocato e riesce a entrare in quella del motociclista, che ammanetta e imbavaglia con del nastro adesivo, per trascinarlo fuori casa. Il ragazzo è tuttavia troppo pesante da trascinare e Sergio lo prende a calci e lo abbandona in strada. Per tutta la notte, Sergio percorre la discarica della città, rovistando alla ricerca di cibo e abbeverandosi nelle pozzanghere.

## Riconoscimenti
- 2000 - Mostra internazionale d'arte cinematografica di Venezia
  - in concorso
- 2000 - Entrevues Film Festival
  - Grand Prix al miglior film straniero
- 2001 - New York Lesbian and Gay Film Festival
  - Best feature
- 2001 - Golden Globe portoghesi
  - Candidatura per il miglior attore a Ricardo Meneses